# Princeton (Kansas)
Princeton – miasto położone w Hrabstwie Franklin.